# Carves
Carves (okzitanisch: Carvas) ist ein Ort und eine südwestfranzösische Gemeinde (commune) mit 101 Einwohnern (Stand 1. Januar 2022) in der alten Kulturlandschaft des Périgord im Département Dordogne in der Region Nouvelle-Aquitaine.

## Lage
Der Ort Carves befindet sich etwa fünf Kilometer vom Südufer der Dordogne entfernt in einer Höhe von ca. 240 m ü. d. M.; er ist etwa 27 Kilometer (Fahrtstrecke) in südwestlicher Richtung von Sarlat-la-Canéda entfernt.

## Bevölkerungsentwicklung
| Jahr      | 1968 | 1975 | 1982 | 1990 | 1999 | 2006 | 2012 |
| Einwohner | 153  | 148  | 138  | 131  | 112  | 112  | 107  |

Im 19. Jahrhundert hatte der Ort meist um die 500 Einwohner. Die Reblauskrise im Weinbau und der Verlust von Arbeitsplätzen durch die Mechanisierung der Landwirtschaft haben seitdem zu einem kontinuierlichen Bevölkerungsrückgang geführt.

## Wirtschaft
Bis in die heutige Zeit spielt die Landwirtschaft die größte Rolle im Wirtschaftsleben der Gemeinde: Der ehemals auch hier betriebene Weinbau ist jedoch nach der Reblauskrise gänzlich aufgegeben worden; Tabak und Mais sind ebenfalls auf dem Rückzug – stattdessen dominieren Felder und Weiden, aber auch Walnuss-, Eßkastanien- und Obstbäume die Region. Auch Gänseleberpastete und Trüffel zählen zu den regionalen Spezialitäten. Einige leerstehende Häuser werden als Ferienwohnungen (gîtes) vermietet.

## Geschichte
Die urkundliche Erwähnung einer Kirche im Jahr 1153 lässt auf eine mittelalterliche Siedlung in ihrer Umgebung schließen.

## Sehenswürdigkeiten
- Die Kirche Saint-Martin ist ein dreischiffiger, teilweise romanischer Bau des 12. Jahrhunderts, von dem im Wesentlichen der Chorbereich erhalten ist. Die seitlich abgerundete und zur Gänze verputzte Westfassade ist von einem zweigeteilten Glockengiebel (clocher mur) überhöht. Schmuckstück der Kirche ist ein Rokoko-Altarretabel mit Szenen der Passion Christi aus dem 18. Jahrhundert.
- Ein möglicherweise bereits im 10. Jahrhundert zu Verteidigungszwecken genutzter unterirdischer Raum-, Treppen- und Gängekomplex (Cluzeau du Pétrou) ist seit 1988 als Monument historique[1] eingestuft.